# Bradysia albochaeta
Bradysia albochaeta är en tvåvingeart som beskrevs av Werner Mohrig och Boris Mamaev 1985. Bradysia albochaeta ingår i släktet Bradysia och familjen sorgmyggor. Inga underarter finns listade i Catalogue of Life.